# DKW RT 175
DKW RT 175 — мотоцикл с двухтактным двигателем, производства фирмы DKW в Ингольштадте, Германия.
Выпускался с 1953 по 1958 год. Сокращение «RT» означает «Reichstyp» («национальная модель»), 175 — класс мотоцикла (с рабочим объёмом до 175 см³). Сокращение RT в сочетании с торговым знаком DKW указывает на родство с предвоенными мотоциклами DKW RT 100 и DKW RT 125

## История модели
Осенью 1953 DKW представила модель RT 175 на Международной выставке мотоциклов во Франкфурте. Вместе с большей моделью RT 250/2, благодаря её надежности, экономичности и хорошим ходовым качествам RT 175 принадлежал к наиболее продаваемым машинам. В середине 1950-х годов каждый второй мотоцикл в классе до 175 см³ был мотоциклом DKW RT 175.
С 1953 по 1958 год базовая модель DKW RT 175 подверглась двум модернизациям — в 1955 и 1956 году.

### Первое поколение — DKW RT 175
Мотор со сцеплением и четырехступенчатой коробкой передач размещался в общем картере.
По-новому сконструированный мотор рабочим объёмом 174 см³ обладал максимальной мощностью 9,5 л.с. при 5000 об/мин. и максимальным крутящим моментом 13,7 Н*м при 3600 об/мин. В двухтактном одноцилиндровом двигателе со смазыванием смесью масла и топлива (1:25) с петлевой продувкой применялся поршень с плоским днищем диаметром 62 мм при ходе поршня 58 мм. Таким образом это был «короткоходный» двигатель. Те же размеры цилиндра были у двухцилинровой модели DRW RT 350, которая демонстрировалась уже с 1953 на выставках, но только в 1955 году появилась в программе.
DKW RT 175 оснащался закрытым кожухом цепной передачи, передней телескопической вилкой и свечной подвеской заднего колеса, а также кожухом карбюратора — облицовка была настолько проработана, что получалось демпфирование шума впуска. У барабанных тормозных механизмов диаметр составлял 150 мм. У RT 175 не было сигнала торможения. Расход топлива составлял в среднем 2,8 л на 100 км. RT 175 набирал скорость 40 км/ч за 4 секунды и 75 км/ч за 13 секунд. Производитель указывал максимальную скорость 101 км/ч лёжа и 94 км/ч сидя. Для присоединения бокового прицепа RT 175 не был приспособлен.
Осенью 1954 года RT 175 получил новый цилиндр с прорезью ребер охлаждения (чтобы улучшить охлаждение), и новую телескопическую вилку с перенесенными наверх гофрированными резиновыми чехлами.
Цена за «Normalversion» составляла 1420 DM, за «Chromversion» 1475 DM.

### Второе поколение — DKW RT 175 S

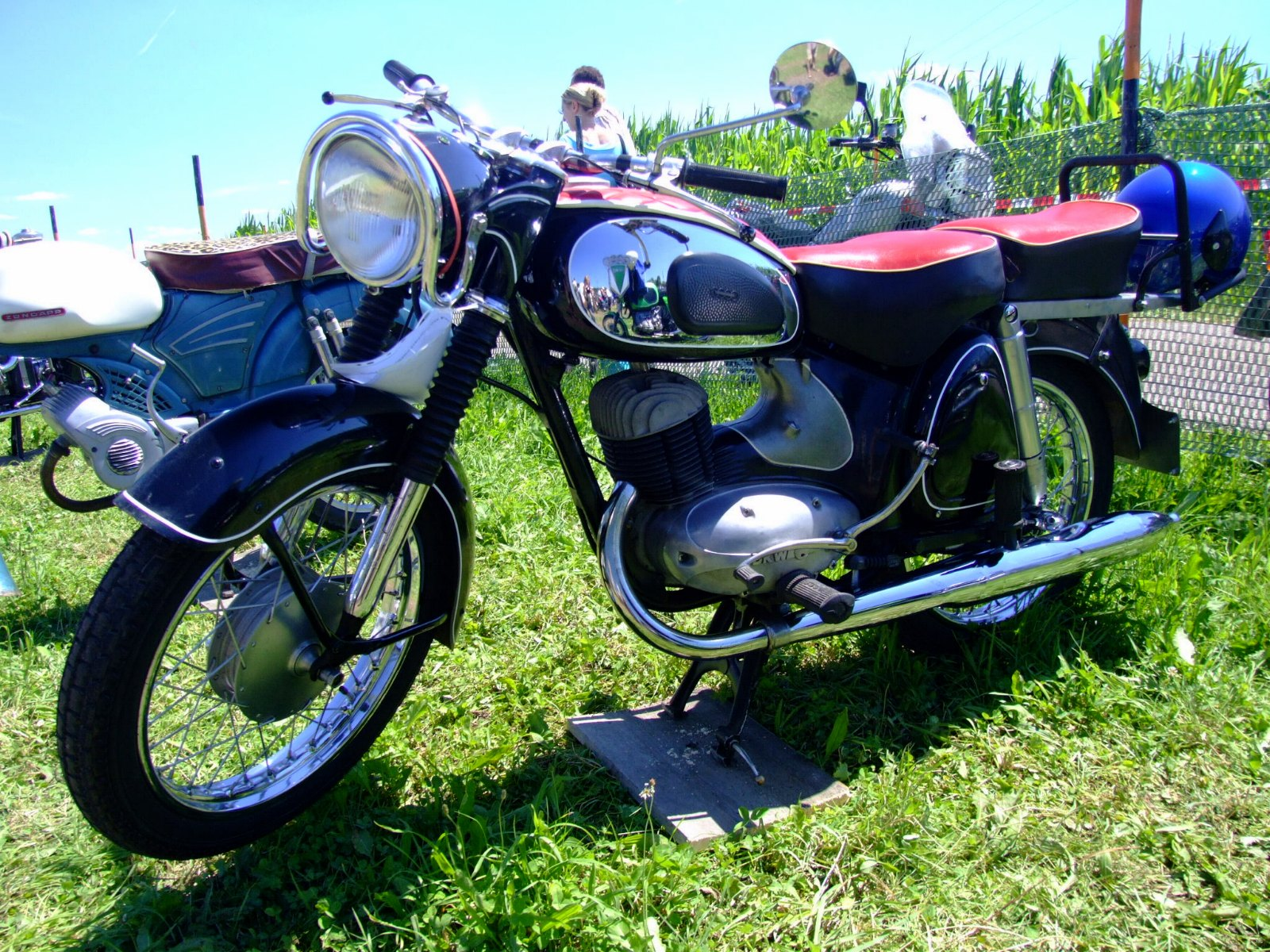
DKW RT 175 S (1955 года)

В сентябре 1955 вышел на рынок RT 175 S. При этом буква «S» обозначала заднюю маятниковую подвеску. DKW RT 175 S был оснащён увеличенным до 15 л топливным баком и двумя боковыми ящиками (слева и справа). Качающееся седло заменено на сиденье-подушку для водителя, подушка заднего сиденья или двухместное сиденье были доступны по желанию.
Мотор остался почти неизменным (мощность составила 9,6 л.с.).
RT 175S (как и его преемник DKW RT 175 VS) в оливково-зеленом выполнении поставлялись также в бундесвер.

### Третье поколение — DKW RT 175 VS
Осенью 1956 года вышла модель RT 175 VS с маятниковой подвеской переднего колеса.
Когда DKW RT 175 VS выходил на рынок, рынок мотоциклов в Германии упал, так как с экономическим взлетом все больше людей пересаживались на автомобиль. Поэтому 1 октября 1958 DKW продали все права на изготовление мотоцикла фирме Victoria AG в Нюрнберге, которая в 1959 году продала все DKW RT 175 как товарные остатки.

## Технические характеристики
|                       | DKW RT 175                  | DKW RT 175 S                | DKW RT 175 VS               |
| годы выпуска          | 1953—1955                   | 1955—1956                   | 1956—1958                   |
| произведено, шт.      | 40500                       | 13645                       | 15010                       |
| двигатель             | Одноцилиндровый, двухтатный | Одноцилиндровый, двухтатный | Одноцилиндровый, двухтатный |
| Рабочий объём         | 174 см³                     | 174 см³                     | 174 см³                     |
| Диаметр x Ход         | 62×58 мм                    | 62×58 мм                    | 62×58 мм                    |
| Максимальная мощность | 9,5 л.с.                    | 9,6 л.с.                    | 9,6 л.с.                    |
| Максимальная скорость | 94 км/ч                     | 95 км/ч                     | 95 км/ч                     |
| Передняя подвеска     | телескопическая             | телескопическая             | маятниковая                 |
| Задняя подвеска       | свечная                     | маятниковая                 | маятниковая                 |
| Цена DM               | 1420—1475                   | 1475—1525                   | 1525—1575                   |